# Laurea in Informatica
La Laurea in Informatica è un titolo di studio, rilasciato tipicamente da un istituto di istruzione terziaria. Lo studio dell'Informatica prevede l'approfondimento dei fondamenti di teoria e di trattamento automatico dell'Informazione e della Computazione. Nonostante il grande pubblico sia spesso portato erroneamente a credere che tale corso di studi abbia quale obiettivo l'approfondimento del mondo dei calcolatori (computer) e dei linguaggi di programmazione, il calcolatore e lo sviluppo di software restano unicamente un mezzo attraverso cui si tratta, manipola e trasferisce l'informazione, e l'informatico non necessariamente deve essere un programmatore o tecnico dei calcolatori (viceversa, un programmatore o un tecnico riparatore di calcolatori non sono definibili automaticamente "informatici"). La capacità di risolvere problemi computazionali dal punto di vista formale ed astratto, e indipendentemente dallo specifico hardware o sistema di calcolo utilizzato, rende bagaglio necessario dell'informatico nozioni avanzate di matematica, algebra, logica ed anche elettronica.
L'insegnamento universitario dell'informatica ha avuto una lunga evoluzione. Le prime aziende informatiche e gli enti governativi degli Stati Uniti d'America e del Regno Unito hanno cominciato le collaborazioni con le università negli anni quaranta del secolo scorso. L'informatica è entrata nel panorama dell'insegnamento universitario italiano alla fine degli anni sessanta. Fino alla riforma Gelmini del 2010 in Italia il Corso di Informatica apparteneva alla facoltà di scienze matematiche, fisiche e naturali, in Inghilterra nella Mathematical, Physical and Life Sciences Division mentre in Francia viene insegnato nelle Faculté des Sciences et technologie e anche nelle grandes écoles.
I corsi di laurea italiani di ingegneria informatica tendono ad essere degli ibridi di corsi di laurea più specifici presenti in alcuni paesi esteri, tra cui quelli di lingua anglosassone: computer science, ovvero informatica pura, information technology, riconducibile all'ingegneria delle telecomunicazioni, software engineering, ovvero ingegneria del software e computer engineering. Sebbene quest'ultimo sia il corso di studi più vicino all'ingegneria informatica italiana, nel corso di studi di quest'ultima vengono regolarmente inseriti insegnamenti propri delle altre, come, ad esempio, l'informatica teorica; l'intelligenza artificiale; lo studio delle reti di telecomunicazione e dei protocolli ad esse associati; lo studio dell'elettronica, delle reti logiche e delle componenti hardware dei calcolatori.
Per quanto riguarda la durata dei corsi di studio, generalmente le lauree in Informatica o Ingegneria Informatica durano tre anni seguiti da due di laurea magistrale, mentre fino al 2000 si trattava di lauree a ciclo unico di cinque anni. Dopo la laurea magistrale alcuni dipartimenti offrono corsi di dottorato in informatica.

## Storia
Fin dagli anni sessanta alcuni dipartimenti di Matematica e Fisica possedevano i primi calcolatori, ma il loro utilizzo era riservato ai ricercatori. Solo successivamente l'informatica ha iniziato ad avere delle basi teoriche e uno spessore di letteratura sufficienti a giustificarne l'autonomia rispetto ad altri dipartimenti.

### Italia
I primi dipartimenti sono nati come costola dei dipartimenti di Matematica e Fisica, ma hanno attinto anche dalle facoltà di Filosofia, dove si studiava la Logica in generale e più specificamente la Teoria dei linguaggi formali e la Logica matematica.
Tra i primi a spingere per la creazione di un dipartimento autonomo fu Gianni Degli Antoni a Milano.
L'ordinamento dei corsi ha subito diverse evoluzioni nel tempo:
- 1969: istituzione del primo corso di laurea in Scienze dell'Informazione a Pisa[4]
- 1969: a Bari[5], Torino.
- 1971: istituzione del corso di laurea in Scienze dell'Informazione a Salerno[6]
- 1979: istituzione del corso di laurea in Scienze dell'Informazione a Udine.
- 1983: istituzione del corso di laurea in Scienze dell'Informazione a Milano.
- 1986: istituzione del corso di laurea in Scienze dell'informazione a L'Aquila.
- 1987: istituzione del corso di laurea in Scienze dell'Informazione a Bologna
- 1989: istituzione del corso di laurea in Scienze dell'Informazione a Roma[7].
- 1992: istituzione del diploma di laurea in Informatica e il passaggio della laurea in Informatica da 4 a 5 anni.
- 1999: ordinamento 509 (D.M. 509/1999)
- 2001: istituzione del corso di laurea in Informatica all'Università della Calabria (Cosenza)
- 2004: ordinamento 270, riforma universitaria (D.M. 270/2004)

## Struttura generale dei corsi

### Inghilterra

#### Cambridge
Il corso dell'università di Cambridge copre tutti gli aspetti dell'informatica moderna, insieme alla teoria sottostante e ai fondamenti di economia, giurisprudenza ed economia aziendale. Permette anche lo sviluppo di abilità pratiche, ad esempio programmazione (in vari linguaggi, come ad esempio ML, Java, C/C++, Prolog) e sistemi hardware (ad esempio progettazione di circuiti con Verilog).

#### Oxford
All'università di Oxford ci sono tre corsi di laurea che hanno una componente essenziale di informatica:
- BA o master in Informatica (tre o quattro anni).
- BA o master in Matematica e Informatica (tre o quattro anni).
- BA o master in Informatica e Filosofia (tre o quattro anni).

Inoltre, il dipartimento di informatica ha un numero di master ed un programma di ricerca che ha dei corsi di dottorato, per chi ha già completato una laurea di primo livello o ha una esperienza simile.

### Francia
In Francia, il corso corrispondente alla laurea triennale italiana si chiama licence. Il corso di laurea in informatica si chiama quindi Licence d'informatique.
Questo corso permette diverse specializzazioni: basi di dati, ingegneria del software, automazione della produzione industriale, informatica della gestione industriale, informatica scientifica, intelligenza artificiale, informatica dei microcomputer, reti informatiche.
I primi due anni possono essere svolti attraverso un corso che si chiama brevet de technicien supérieur (BTS) o diplôme universitaire de technologie (DUT) presso le scuole specializzate; il terzo anno può essere svolto sia attraverso la licence che attraverso la licence professionelle.

### Germania
Nel campo dell'istruzione superiore in Germania, ci sono sia le università che Hochschule e i Fachhochschulen. Le Hochschule sono delle università specializzate in ambiti ristretti e possono rilasciare lauree triennali e specialistiche ma non dottorati di ricerca. Una Fachhochschule, è una istituzione di insegnamento terziario ed è solitamente specializzata in una area tematica, come ingegneria, tecnologia ed economia aziendale e rilasciano dei titoli accademici equivalenti alle lauree specialistiche ed ai master. Una Fachhochschule può erogare autonomamente lauree triennali e specialistiche, mentre per il rilascio dei dottorati deve collaborare con le università.
Gli insegnamenti comprendono tipicamente i seguenti argomenti:
- pratica/informatica applicata
  - paradigmi di programmazione (funzionale, dichiarativa, logica, imperativa, orientata ad oggetti ecc.)
  - algoritmi (progettazione, analisi e ottimizzazione)
  - strutture dati
  - sviluppo software
- informatica teorica
  - parti di linguistica teorica (linguaggi formali, grammatiche, parser)
  - teoria degli automi
  - computabilità e complessità
- tecnica informatica
  - ingegneria elettrica
  - architettura e progettazione di elaboratori elettronici
  - sistemi operativi e communication technology
  - Reti informatiche
- matematica
  - matematica discreta (teoria dei grafi, algebra astratta e teoria dei numeri)
  - logica matematica
  - algebra lineare
  - analisi

Oltre al contenuto classico l'informatica di oggi, a causa della sempre crescente diffusione e specializzazione, anche in larga misura unità integrate e inter-disciplinari, per lo più sotto forma di un completamento a scelta dello studente. Presso le università tedesche ci sono stati inizialmente dei corsi più generali di informatica, successivamente gli studi interdisciplinari di tendenza vengono offerti in maniera crescente, ad esempio in bioinformatica, geoinformatica o informatica multimediale, nonché corsi per diventare un insegnante.

### Italia

#### Vecchio ordinamento
La vecchia laurea in Scienze dell'informazione era costituita da un corso di studi della durata di quattro anni in cui bisognava sostenere una ventina di esami.
Era diviso in un primo biennio a carattere generale, molto somigliante al vecchio biennio di Ingegneria, con esami obbligatori di Analisi matematica 1 e 2, Fisica 1 e 2, Geometria, Algebra, Calcolo numerico, Probabilità e statistica, Ricerca operativa e alcuni esami di informatica: uno di programmazione (denominato Teoria a applicazioni delle macchine calcolatrici) e uno di Sistemi di elaborazione delle informazioni.
Il secondo biennio, che includeva due insegnamenti fondamentali denominati Metodi di trattamento dell'informazione (di solito con contenuti di Informatica teorica) e Sistemi di elaborazione delle informazioni 2 (di solito dedicato allo studio dei sistemi operativi), consentiva una certa scelta dei corsi, in funzione di un indirizzo (Generale, Applicativo, Tecnico), con materie più specialistiche, tra cui:
- Informatica teorica (Teoria dei linguaggi di programmazione, Teoria dell'informazione, Interpreti e compilatori)
- Linguaggi di programmazione (funzionali, procedurali, orientati agli oggetti, concorrenti, orientati alla logica)
- Reti informatiche
- Multimedia (Web, informatica musicale, didattica multimediale)
- Documentazione automatica, un corso di database

La vecchia laurea in Informatica, invece, era costituita da un corso di studi della durata di cinque anni in cui era necessario sostenere poco più di 25 esami articolati su una o due unità didattiche, per un totale intorno alle 45 unità didattiche (ciascuna unità didattica equivale, approssimativamente, a 6 crediti del nuovo ordinamento). 
Il primo biennio era in sostanza identico a quello del corso di studi in Scienze dell'informazione. 
Diversi esami del triennio dipendevano dall'indirizzo degli studi (reti, sistemi informativi ecc.) ma gli insegnamenti cardine erano quelli che venivano impartiti anche nella vecchia laurea di Scienze dell'Informazione.

#### Nuovo ordinamento
Il Corso di studi relativo all'Informatica oggi è suddiviso tra laurea (triennio, 180 crediti) e una laurea magistrale (biennio, 120 crediti). I primi due anni del triennio sono stati riorganizzati con l'impronta di quelli della vecchia laurea in Informatica ma hanno meno crediti di Matematica e Fisica. Si è cercato di introdurre fin dall'inizio degli studi universitari più Programmazione e maggiori conoscenze tecniche, per soddisfare le richieste del mondo del lavoro.
Più precisamente esiste una suddivisione in varie classi di laurea che fanno riferimento alle due riforme che si sono susseguite: quella del D.M. 509/1999 e quella successiva del D.M. 270/2004.
- Riforma D.M. 509/1999, attiva a partire dal 2000-2001:
  - laurea in Informatica (classe 26), di 3 anni, 180 CFU.
  - laurea specialistica in Informatica (classe 23S), di 2 anni, 120 CFU.

Approssimativamente la laurea (classe 26) copriva gli stessi esami della laurea in informatica del vecchio ordinamento (di 4 anni). In alcune università non fu mai veramente attivata la laurea specialistica, sia per mancanza di iscritti sia perché subentrò una nuova riforma.
- Riforma D.M. 270/2004, attiva a partire dal 2009-2010: 
  - laurea di classe L-31: scienze e tecnologie informatiche, 3 anni, 180 CFU
  - laurea magistrale di classe LM-18: informatica, 2 anni, 120 CFU
  - laurea magistrale di classe LM-66: sicurezza informatica, 2 anni, 120 CFU

Con questa riforma è stato ridotto il numero degli esami della laurea a parità di crediti poiché venne ritenuto che nella precedente riforma la laurea di classe 26 avesse troppi esami concentrati in soli tre anni e solo una minoranza di studenti riusciva a terminare gli studi nei tempi previsti.
La normativa descrive le competenze che devono essere acquisite dagli studenti:
- comprendono in ogni caso attività finalizzate ad acquisire: strumenti di matematica discreta e del continuo; conoscenza dei principi, delle strutture e dell'utilizzo dei sistemi di elaborazione; tecniche e metodi di progettazione e realizzazione di sistemi informatici, sia di base che applicativi; conoscenza di settori di applicazione; è opportuno inoltre che siano previsti elementi di cultura aziendale e professionale ed elementi di cultura sociale e giuridica;
- devono prevedere in ogni caso, fra le attività formative nei diversi settori disciplinari, lezioni ed esercitazioni di laboratorio ed inoltre congrue attività progettuali autonome e congrue attività individuali in laboratorio;
- prevedono, in relazione a obiettivi specifici, attività esterne, come tirocini formativi presso aziende, strutture della pubblica amministrazione e laboratori, oltre a soggiorni di studio presso altre università italiane e estere, anche nel quadro di accordi internazionali.»

( Decreto ministeriale 22 ottobre 2004, n. 270 (PDF)., p. 142.)
La laurea magistrale in Informatica può essere seguita non solo dai laureati in Informatica, ma anche dai laureati in altre materie scientifico/tecnologiche affini (quali per esempio Matematica, Fisica, Statistica, Ingegneria ecc.).
Nel 2009 solo l'1,3% dei laureati italiani consegue un titolo in informatica contro una media nell'Unione europea del 3,4% (dati Eurostat).

## Sintesi degli insegnamenti del corso di laurea
- primo anno: nozioni di algebra astratta, calcolo integrale, elettronica, programmazione di base, strutture dati.
- secondo anno: nozioni di algebra lineare, calcolo numerico, probabilità, apprendimento della programmazione a oggetti, reti di calcolatori, sistemi operativi, programmazione concorrente e basi di dati.
- terzo anno: sviluppo di software attraverso tecniche avanzate di programmazione, approfondimento delle basi di dati.

### Parallelismo con il corso di laurea in informatica ed ingegneria informatica
Il corso di laurea in informatica presenta molte similitudini con il corso di laurea in ingegneria informatica. Il primo ha una connotazione più logico-matematica, in particolare studia i fondamenti scientifici dell'informatica (come la Teoria della complessità computazionale) e la loro applicazione per lo studio e la realizzazione di algoritmi, linguaggi, sistemi per la gestione di basi di dati, sistemi operativi, ecc. Il secondo intende formare ingegneri in grado di progettare sistemi informatici. A tal fine, approfondisce l'hardware (elettronica, elettrotecnica, fisica, ecc.) e l'integrazione dell'hardware con il software. In generale, se si è interessati all'informatica come scienza pura allora il corso di laurea in informatica è più adatto; se invece si intende approfondire anche la progettazione di sistemi di trattamento automatico dell'informazione, allora il corso di laurea in ingegneria informatica è la scelta migliore. Nonostante le differenze esistenti tra le due lauree, dottori in informatica e dottori in ingegneria informatica spesso si ritrovano a lavorare insieme sia nel mondo della ricerca che nelle professioni. Entrambe le lauree, informatica ed ingegneria informatica, danno accesso all'esame di stato per l'iscrizione all'ordine degli ingegneri senza alcuna limitazione.

## Attività lavorativa
Secondo dati ISTAT nel 2013 gli occupati nel settore "Tecnologie dell'Informazione e Comunicazione" erano 551.000, con una variazione percentuale del -0,3% rispetto al 2008, corrispondente a duemila posti di lavoro in meno. Questi numeri comprendono tutti i lavoratori del settore, quindi sia diplomati che laureati in informatica o ingegneria informatica, che in altre discipline.

### Professioni dell'informatica
Tra le classificazioni delle professioni informatiche disponibili, ci sono:
- i profili EUCIP[15] si suddividono in tre tipologie principali:
  - plan, che riguarda la pianificazione e contiene i manager, i business analyst e vari consulenti commerciali
  - build, che è incentrato lo sviluppo del software e comprende project manager, architetti software e sviluppatori
  - operate, che racchiude le attività inerenti alla messa in esercizio del software e comprende esperti di sicurezza, help desk, basi dati, reti e configurazione
- il European e-Competence Framework[16] ha le seguenti categorie:
  - gestione business
  - gestione tecnica
  - progettazione
  - sviluppo
  - esercizio e servizi
  - supporto
- Skills Framework for the Information Age[17]
- Les métiers des Systèmes d‘Information dans les grandes entreprises[18]